# Somló Mária
Somló Mária (Budapest, 1913. július 12. – Miskolc, 1995. április 10.) magyar színésznő.

## Életpályája
A Színművészeti Akadémia elvégzése után 1937-től magán- és utazó színházaknál játszott. Fellépett zenés és prózai darabokban. 1949-ben szerződtette a Miskolci Nemzeti Színház, melynek húsz éven át volt aktív tagja. Nyugalomba vonulása után még hosszú évekig karakterszerepekben nyújtott élvezetes alakításokat. 1989-ben vonult vissza a színpadtól.

## Főbb színpadi szerepei
- Iluska (Kacsóh Pongrác: János vitéz)
- Mirabella (Ifj. Johann Strauss: A cigánybáró)
- Mrs. Hopkins (Lerner–Loewe: My Fair Lady)
- Olympe (Georges Feydeau: Bolha a fülbe)
- Mili (Szép Ernő: Lila ákác)